# Hippocampus whitei
Hippocampus whitei é uma espécie de peixe da família Syngnathidae.
Pode ser encontrada nos seguintes países: Austrália e as Ilhas Salomão.
Os seus habitats naturais são: pradarias aquáticas subtidais.